# Bissiri
Bissiri är en ort i Burkina Faso.   Den ligger i provinsen Bazega Province och regionen Centre-Sud, i den centrala delen av landet, 40 kilometer sydost om huvudstaden Ouagadougou. Bissiri ligger 280 meter över havet och antalet invånare är 1 279.
Terrängen runt Bissiri är platt. Närmaste större samhälle är Kombissiri, 11,2 kilometer väster om Bissiri.
Omgivningarna runt Bissiri är en mosaik av jordbruksmark och naturlig växtlighet. Runt Bissiri är det ganska glesbefolkat, med 36 invånare per kvadratkilometer.